# Tschechisches Zentrum

Logo des České Centrum

Das České Centrum (deutsch Tschechisches Zentrum) ist ein tschechisches Kulturinstitut, dessen Ziel die Förderung der tschechischen Sprache und Kultur im Ausland ist.

## Aufgaben und Ziele

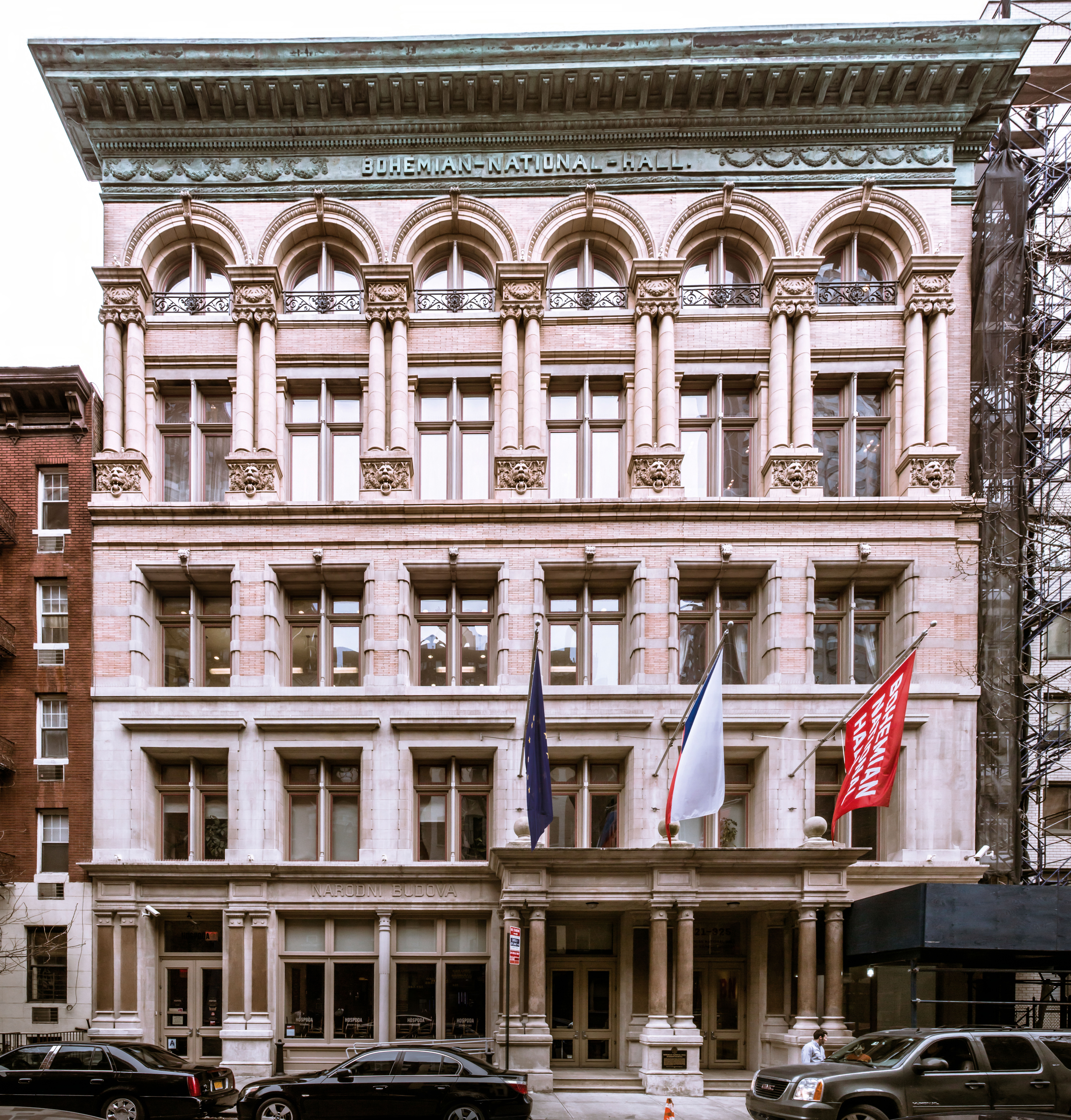
Das Tschechische Zentrum New York in der Bohemian National Hall

Die Kulturinstitute unterstehen dem tschechischen Außenministerium und sind  Teil der auswärtigen Kulturpolitik. Ihre Aufgaben sind die Förderung kultureller und wirtschaftlicher Kontakte mit dem Ausland sowie die Vermittlung eines positiven Bildes der Tschechischen Republik als moderne und dynamische Nation. Neben einem  Kulturprogramm bieten die Zentren touristische und wirtschaftliche Informationen über das Land, führen Tschechischkurse durch und besitzen Bibliotheken. Der Hauptsitz der Tschechischen Zentren befindet sich in Prag. Generaldirektor der Tschechischen Zentren ist Ondřej Černý. 
Die Tschechischen Zentren gingen 1993 nach der Aufspaltung der Tschechoslowakei aus den seit den 1950er Jahren in einigen Staaten des Warschauer Pakts bestehenden Kultur- und Informationszentren hervor. Seitdem wurden Tschechische Zentren in mehreren westeuropäischen Staaten sowie den USA, Japan und Argentinien eröffnet.
Das Institut in Berlin ist Gründungsmitglied der Gemeinschaft der europäischen Kulturinstitute in Berlin, die 2007 in der Vereinigung der Nationalen Kulturinstitute in der Europäischen Union (EUNIC) aufgegangen ist.

## Standorte
Stand 2013 gab es insgesamt 22 Zentren in 20 Staaten. In Deutschland befinden sich die beiden Zentren in Berlin und München. Das Zentrum in Dresden wurde im März 2010 geschlossen. Auch das Tschechische Zentrum Düsseldorf existiert nicht mehr; es wurde Anfang Oktober 2010 eröffnet und befand sich zusammen mit dem Konsulat und weiteren tschechischen Einrichtungen im „Tschechischen Haus“; im Februar 2013 wurde seine Verwaltung vom Zentrum Berlin übernommen.

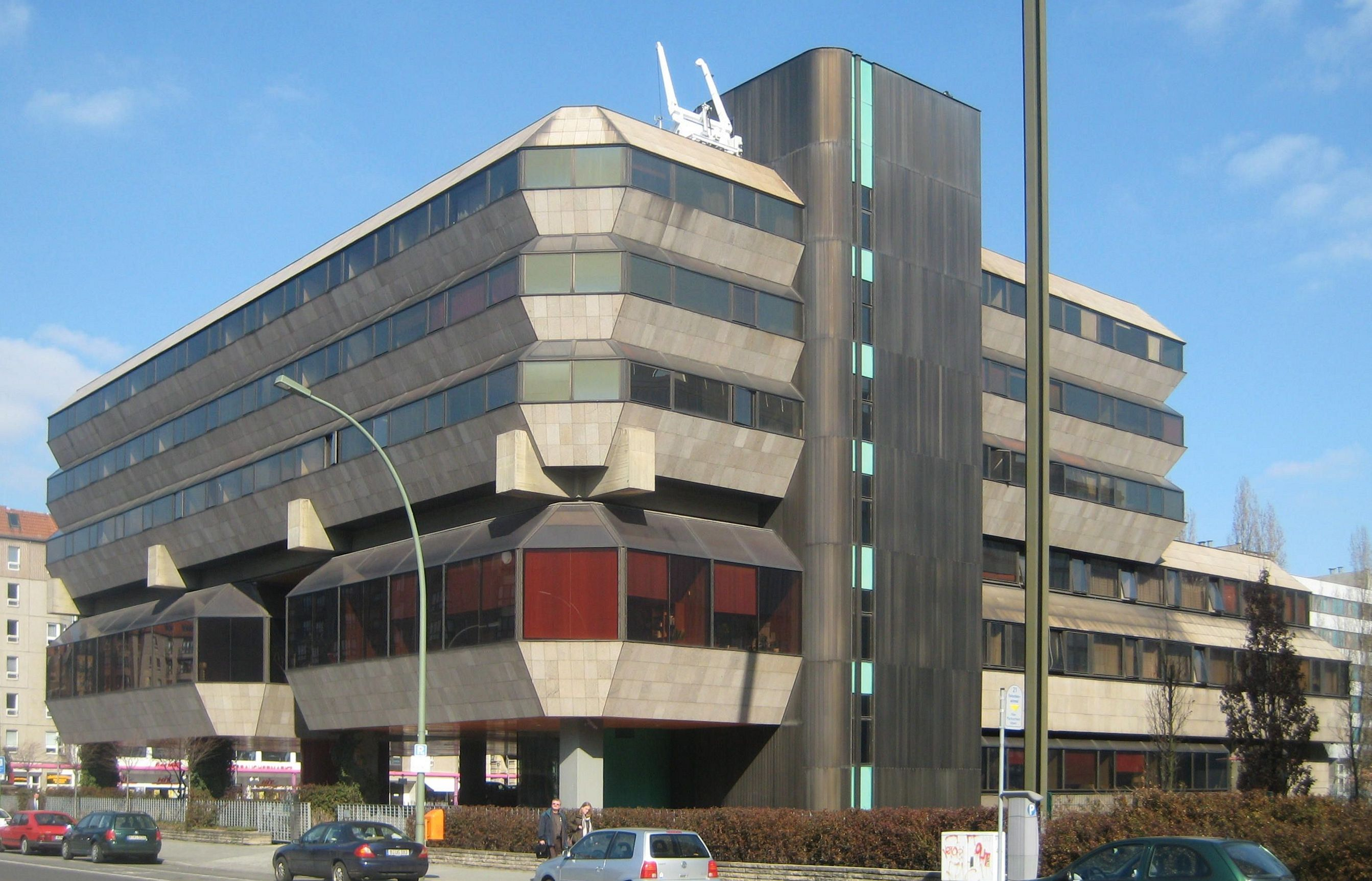
Das Tschechische Zentrum Berlin im Gebäude der Tschechischen Botschaft in Berlin

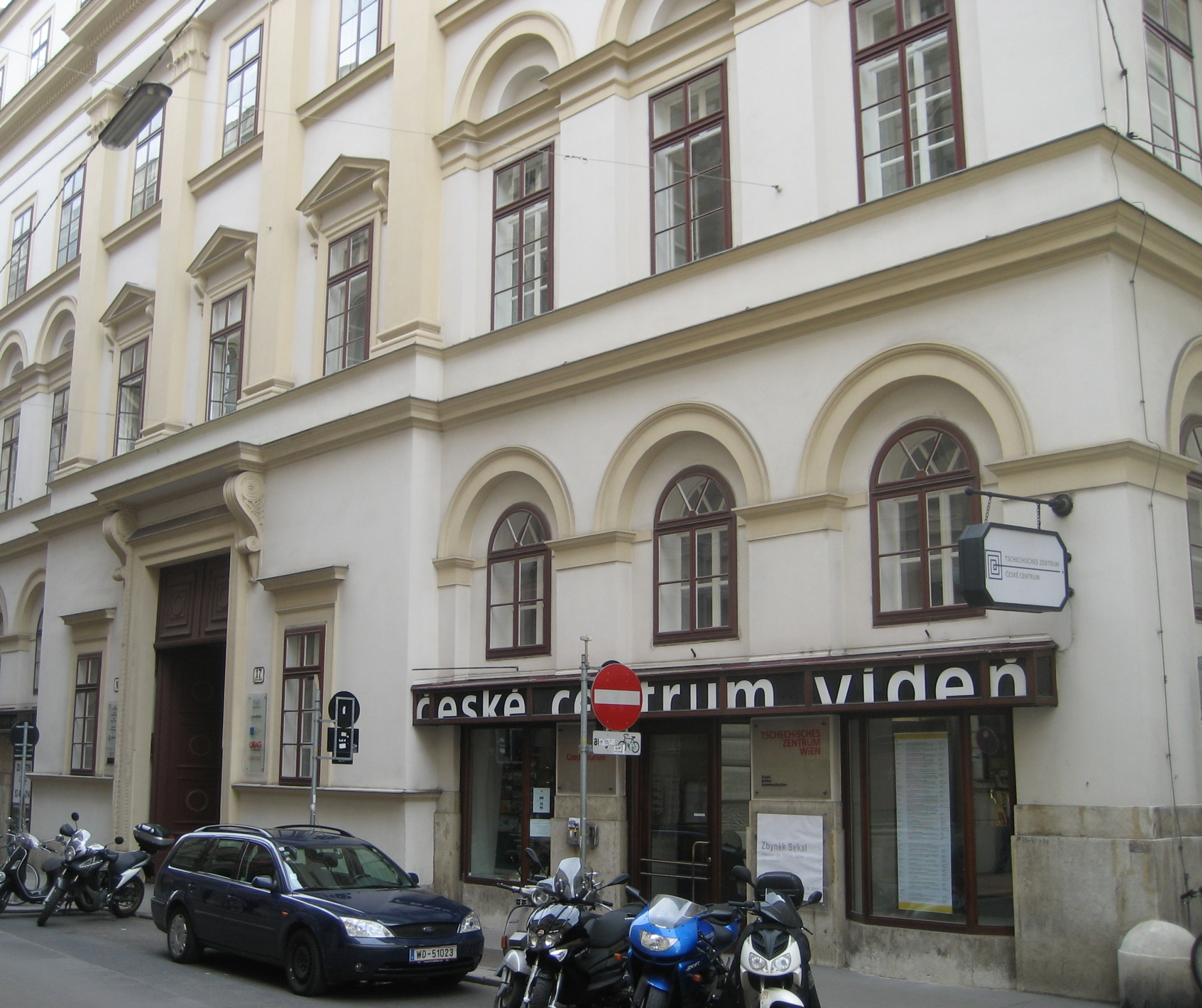
Das Tschechische Zentrum Wien in der Herrengasse

- Tschechisches Zentrum Berlin
- Tschechisches Zentrum Bratislava
- Tschechisches Zentrum Brüssel
- Tschechisches Zentrum Budapest
- Tschechisches Zentrum Bukarest
- Tschechisches Zentrum Den Haag
- Tschechisches Zentrum Düsseldorf
- Tschechisches Zentrum Kiew
- Tschechisches Zentrum London
- Tschechisches Zentrum Madrid
- Tschechisches Zentrum Mailand
- Tschechisches Zentrum Moskau
- Tschechisches Zentrum München
- Tschechisches Zentrum New York
- Tschechisches Zentrum Paris
- Tschechisches Zentrum Prag
- Tschechisches Zentrum Seoul
- Tschechisches Zentrum Sofia
- Tschechisches Zentrum Stockholm
- Tschechisches Zentrum Taipeh
- Tschechisches Zentrum Tel Aviv
- Tschechisches Zentrum Tokio
- Tschechisches Zentrum Warschau
- Tschechisches Zentrum Wien